# Ceja
Koordinati:   44°47′15″N, 13°56′01″E
Ceja je majhen nenaseljen otoček v Medulinskem zalivu v hrvaškem delu Istre.
Otoček je oddaljen okoli 2 km severno od rta Franina, ki leži na koncu polotoka Kamenjak. Površina otočka je 0,183 km², dolžina obalnega pasu meri 1,64 km. Najvišji vrh je visok 22 mnm.
Poleti na otoku deluje manjša restavracija, iz Medulina do Ceje turistične ladjice vozijo kopalce.  